# Greatest Hits (album Andrzeja Rybińskiego)
Greatest Hits – album kompilacyjny Andrzeja Rybińskiego zawierający jego największe przeboje, wydany w 1992 roku.

## Lista utworów
1. „Nie liczę godzin i lat” – (3:20)
2. „Bez słów na wiatr” – (3:15)
3. „Za każdą cenę” – (3:55)
4. „Mogłaś Małgoś” – (3:03)
5. „Jestem nietutejszy” – (3:30)
6. „Znajdę cię” – (3:05)
7. „Tak mnie zostawić” – (3:12)
8. „Od jutra już” – (3:49)
9. „Pocieszanka” – (3:29)
10. „Czemu jesteś wierna mi” – (3:35)
11. „Królowa lata” – (3:30)
12. „Życie z klocków Lego” – (3:02)
13. „Życie na miarę” – (2:58)
14. „Już ci wybaczyłem” – (3:00)
15. „Czasami pech się uśmiecha” – (4:49)
16. „Pytania do księżyca” – (3:36)